# Nikołaj Barsow
Nikołaj Iwanowicz Barsow (ros. Никола́й Ива́нович Ба́рсов; 1839–1903) – rosyjski teolog prawosławny i publicysta, rzeczywisty radca stanu, absolwent Petersburskiej Akademii Duchownej i profesor homiletyki na tejże uczelni. Został pochowany w Smoleńsku.

## Prace
- Prace w rosyjskiej wersji Wikiźródeł (ros.)